# Мігель Муньйос
Мігель Муньйос (ісп. Miguel Muñoz, нар. 19 січня 1922, Мадрид — пом. 16 липня 1990, Мадрид) — іспанський футболіст, що грав на позиції півзахисника. По завершенні ігрової кар'єри — тренер. Один із найтитулованіших тренерів в іспанському футболі: дев'ять разів вигравав Прімеру та двічі Кубок європейських чемпіонів.

## Клубна кар'єра
Народився 19 січня 1922 року в Мадриді. Вихованець юнацьких команд футбольних клубів «Ферровіарія», «Хірод» та «Імперіо».
У дорослому футболі дебютував 1943 року виступами за команду клубу «Логроньєс», в якій провів один сезон.
Згодом з 1944 по 1948 рік грав у складі команд клубів «Расінг» та «Сельта Віго».
1948 року перейшов до клубу «Реал Мадрид», за який відіграв наступні 10 сезонів. Більшість часу, проведеного у складі мадридського «Реала», був основним гравцем команди. За цей час чотири рази виборював титул чемпіона Іспанії, двічі ставав володарем Кубка чемпіонів УЄФА. Завершив професійну кар'єру футболіста виступами за команду «Реал» Мадрид у 1958 році.

## Виступи за збірну
1948 року дебютував в офіційних матчах у складі національної збірної Іспанії. Протягом кар'єри у національній команді, яка тривала 8 років, провів у формі головної команди країни лише 7 матчів.

## Кар'єра тренера
Розпочав тренерську кар'єру відразу по завершенні кар'єри гравця роботою з дублерами мадридського «Реала», а вже за рік, у 1959, очолив тренерський штаб головної команди клубу «Реал Мадрид». В першому сезоні під керівництвом Муньйоса «Реал» поступився у боротьбі за чемпіонство принциповому супернику, «Барселоні». Втім, вже наступного сезону гору у цьому протистоянні взяв «Реал», який вигравав Прімеру п'ять сезонів поспіль. Загалом Муньйос пропрацював у «королівському клубі» 16 сезонів, протягом яких команда дев'ять разів ставала чемпіоном Іспанії, що робить його рекордсменом клубу як за кількістю сезонів на чолі команди клубу, так за кількістю виграних чемпіонських титулів.
Також з «Реалом» Муньйос-тренер в сезонах 1959–60 та 1965–66
тріумфував в розіграшах Кубка європейських чемпіонів. Оскільки Мігель Муньйос також двічі вигравав цей трофей під час кар'єри гравця, він став першим, кому вдалося перемогти у найпрестижнішому європейському клубному турнірі і в статусі гравця, і в статусі тренера. Пізніше аналогічне досягнення змогли повторити такі легенди світового футболу як Джованні Трапаттоні, Йоган Кройф, Карло Анчелотті, Франк Райкард та Жузеп Гвардіола.
Протягом 1975—1982 років продовжував працювати в іспанському клубному футболі, очолював команди клубів «Гранада», «Лас-Пальмас» та «Севілья».
Останнім місцем тренерської роботи була національна збірна Іспанія, яку Мігель Муньйос очолював як головний тренер з 1982 по 1988 рік. Збірна під його керівництвом була учасником чемпіонату Європи 1984 року у Франції, де поступилася лише у фіналі господарям турніру, збірній Франції, і здобула «срібло». Згодом іспанці під керівництвом Муньйоса брали участь у чемпіонаті світу 1986 року в Мексиці та чемпіонаті Європи 1988 року у ФРН. На останньому турнірі збірна Іспанії не змогла подолати груповий турнір, що було розцінено як однозначний провал і Муньйос подав у відставку з посади очільника збірної.

## Смерть і вшанування пам'яті
Помер 16 липня 1990 року на 69-му році життя в рідному Мадриді.
2005 року іспанська спортивна газета «Marca» започаткувала Приз Мігеля Муньйоса, щорічну спортивну нагороду, що вручається найкращим за підсумками футбольного сезону тренерам Прімери та Сегунди, двох найвищих дивізіонів іспанського футболу.

## Титули і досягнення

### Як гравця
- Чемпіон Іспанії:

«Реал Мадрид»: 1953-54, 1954-55, 1956-57, 1957-58
- Володар Кубка чемпіонів УЄФА:

«Реал Мадрид»: 1955–56, 1956–57
- Володар Латинського кубка (2):

«Реал»: 1955, 1957

### Як тренера
- Чемпіон Іспанії (9):

«Реал Мадрид»: 1960-61, 1961-62, 1962-63, 1963-64, 1964-65, 1963-67, 1967-68, 1968-69, 1971-72
- Володар Кубка Іспанії з футболу:

«Реал Мадрид»: 1961-62, 1969-70
- Володар Кубка чемпіонів УЄФА:

«Реал Мадрид»: 1959–60, 1965–66
- Володар Міжконтинентального кубка:

«Реал Мадрид»: 1960
- Віце-чемпіон Європи: 1984

### Особисті
- Найкращий тренер в історії футболу — 14 місце (France Football)[1]